# منتخب مصر لاتحاد الرغبي
منتخب مصر لاتحاد الرغبي هو ممثل مصر الرسمي في المنافسات الدولية في اتحاد الرغبي
.